# 파리시틈새얼굴박쥐
파리시틈새얼굴박쥐(Nycteris parisii)는 틈새얼굴박쥐과에 속하는 박쥐의 일종이다. 두바 계곡 인근 지역과 큰 강들을 따라 베누에 강, 동아프리카의 건조 사바나 지역에서 서식한다. 3점의 표본만이 알려져 있다. 한 점은 카메룬 북부 지역, 한 점은 에티오피아 남부 그리고 나머지 한 점은 소말리아 남부 지역에서 발견된다. 또 다른 표본이 서아프리카에서 발견되었지만, 별도의 종 N. benuensis로 추정하고 있다. 1980년 이후 발견된 표본은 없다. 파리시틈새얼굴박쥐의 생태 또는 습성은 거의 알려져 있지 않으며 둥지에서 생활하는 모습도 발견된 적이 없다.

## 아종
- Nycteris parisii benuensis Aellen, 1952
- Nycteris parisii parisii (De Beaux, 1924)